# Blohm & Voss Ha 139
Die Blohm & Voss Ha 139 war ein deutsches Transatlantik-Postflugzeug der 1930er Jahre. Im Zweiten Weltkrieg wurde es zu militärischen Zwecken eingesetzt.

## Geschichte

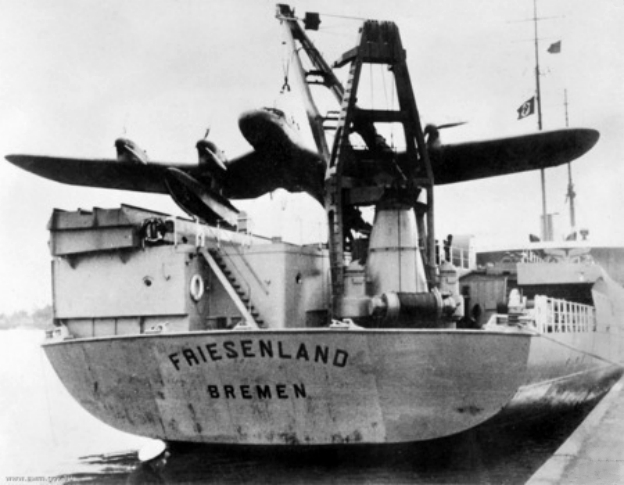
Eine Ha 139 auf der Friesenland.

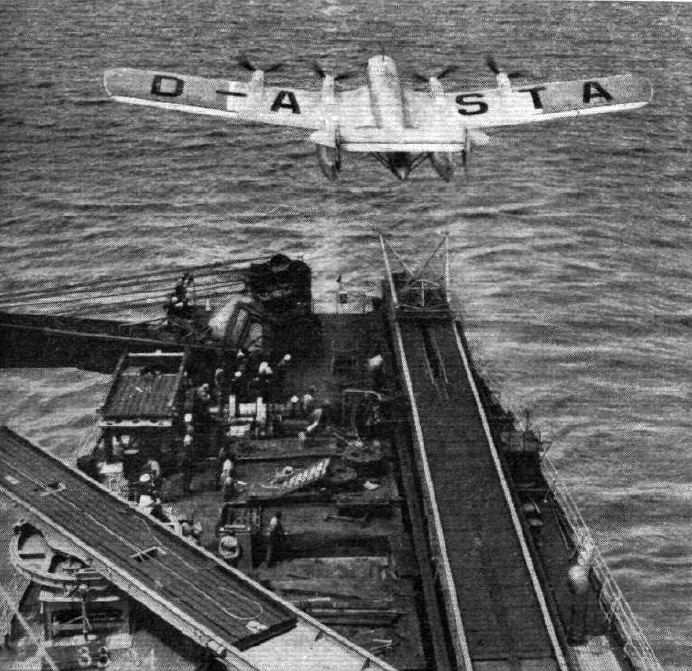
Ha 139 Nordstern verlässt die Friesenland 1938.

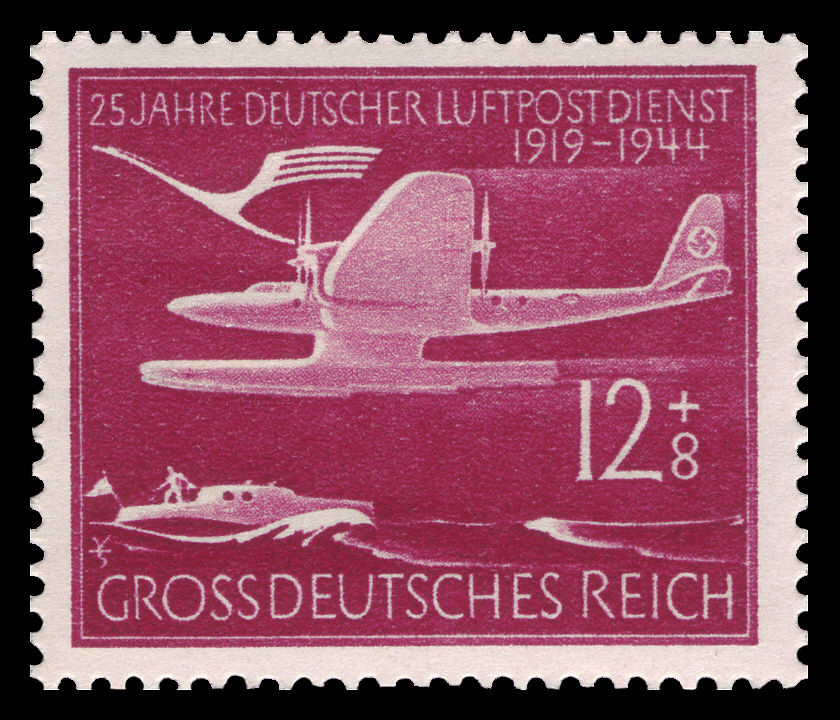
Ha 139 auf einer Briefmarke der Deutschen Reichspost von 1944 aus der Serie „25 Jahre Deutscher Flugpostdienst“ mit dem Logo der Lufthansa.

1935 benötigte die Lufthansa für einen neu einzurichtenden Luftpostdienst über den Nordatlantik ein geeignetes hochsee- und katapultfähiges Transozean-Flugzeug. Es sollte in der Lage sein, bei Katapultstart 500 kg Fracht über eine Entfernung von 5.000 km bei 250 km/h transportieren zu können.
Daraufhin entwarf Richard Vogt, Chefkonstrukteur der Hamburger Flugzeugbau Gesellschaft, Tochterunternehmen der Schiffswerft Blohm & Voss, die ersten beiden Flugzeuge Ha 139 V1 „Nordmeer“ (Erstflug Oktober 1936) und Ha 139 V2 „Nordwind“, die im Sommer 1937 an die Lufthansa geliefert wurden. Eingesetzt werden sollten sie auf der Linie Horta (Azoren)–New York City. Die 14 Atlantikflüge fanden von den beiden Mutterschiffen Schwabenland in Horta und Friesenland in New York zwischen dem 15. August bis 18. November 1937 statt. Nach deren Auswertung wurde die Leitwerke geringfügig verändert und die Kühler unter die Flügel verlegt.
1938 wurden erste Testflüge mit der Nordwind auf dem Südatlantik im Postdienst durchgeführt. Am 13. Mai startete sie in Bathurst vom Wasser mit der Besatzung Joachim Blankenburg, Friedrich Ludwig, Paul Dierberg, Wilhelm Küppers und einem Fluggast nach Natal. Der Rückflug erfolgte am 20. Mai im Katapultstart von der Friesenland in Recife. Insgesamt wurden nach diesem Muster drei Hin- und Rückflüge bis zum 10. Juni durchgeführt, wobei vier 2. Flugzeugführer zum Einsatz kamen, darunter auch der Technische Vorstand der Lufthansa, Freiherr von Gablenz, am 3. Juni nach Natal.
Ab dem 21. Juli wurden dann auch wieder Testflüge auf dem Nordatlantik zwischen den Azoren und New York durchgeführt. Insgesamt gab es 13 Hin- und Rückflüge. Neben den Maschinen des Vorjahrs kam eine dritte und letzte Maschine Ha 139B „Nordstern“ zum Einsatz. Sie besaß eine größere Flügelspannweite und Flügelfläche sowie tiefer gelegte Triebwerke. Ebenfalls auf der Route Horta–New York City eingesetzt, bewältigte sie die Strecke vom 12. September bis zum 19. Oktober 1938 sechs Mal.
Am 28. Oktober 1937 begann dann der regelmäßige Einsatz der Maschinen auf der Luftpoststrecke über den Südatlantik zwischen Bathurst und Natal oder Recife. Durch den Einsatz der Ha 139 wurden die Dornier-Wal-Flugboote endgültig zurückgezogen und von den Dornier Do 18 führte allein die Zyklon noch gelegentlich Flüge durch. Ab April 1938 kamen dann auch die ersten Dornier Do 26 auf der Postlinie zum Einsatz. In der Regel wurden zwei Maschinen im Wechsel eingesetzt und während der größeren Überholungen durch eine andere Maschine ersetzt. Von den Ha 139 kamen so die V1 „Nordmeer“ auf acht Hin- und Rückflüge im Postdienst zwischen dem 28. Oktober 1938 und dem 22. April 1939, die V3 „Nordstern“ auf elf Hin- und Rückflüge zwischen dem 11. November 1938 und dem 7. Juli 1939 und schließlich die V2 „Nordwind“, die schon im Frühjahr die ersten Versuche auf dem Südatlantik durchgeführt hatte, auf weitere vierzehn Hin- und Rückflüge zwischen dem 2. Dezember 1938 und dem 31. August 1939. Mit den ersten Versuchsflügen im Postdienst sind die Ha 139 damit 36 mal hin und zurück über den Südatlantik geflogen.
Wegen der Kriegsgefahr wurde der letztgenannte Flug als letzter deutscher Flug aus Brasilien ohne Post von Natal nach Bolama durchgeführt, wohin das Flugstützpunktschiff Ostmark nach dem letzten planmäßigen Wasserstart der Do 26 Seefalke am 25. August verlegt hatte. Die Seefalke war schon am Vortag aus Brasilien nach Bolama mit Post geflogen. Beide Maschinen flogen dann weiter nach Las Palmas de Gran Canaria, wo sich auch die Do 26 V1 Seeadler befand, die zum erneuten Einsatz heranstand. Am 19. September erlaubten die Spanier den Deutschen die Rückführung der Maschinen, die in den folgenden Tagen einzeln ihre Rückflüge über Spanien und Norditalien nach Süddeutschland durchführten. Die Ostmark  konnte auch Las Palmas erreichen; sie verlegte später nach Südfrankreich.

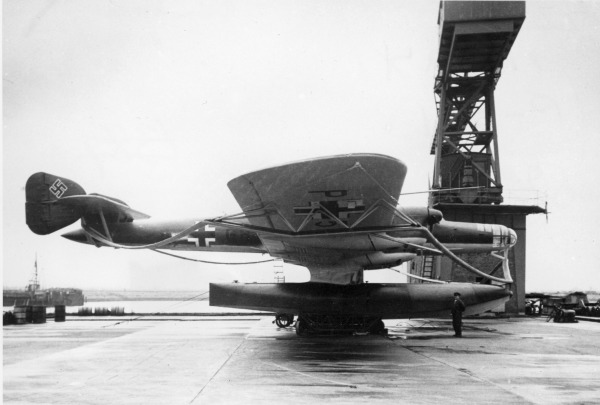
Minensuchversion Ha 139 B/MS

Nach Beginn des Zweiten Weltkrieges wurden die V1 und V2 als Transporter eingesetzt, so auch bei der Besetzung Norwegens. Sie wurden 1944 verschrottet. Die dritte Maschine erhielt einen verlängerten, gläsernen Bug sowie vergrößerte Höhenleitwerke und wurde unter der Bezeichnung Ha 139 V3/U1 oder Ha 139 B/217 als Aufklärer, später als Minensuchflugzeug mit so genanntem „Mausi-Ring“ unter anderem mit dem Kennzeichen P5+GH verwendet. Über ihren Verbleib ist nichts bekannt. Die landgestützte Weiterentwicklung der Ha 139 wurde 1938 entwickelt und als BV 142 bezeichnet.

## Technische Daten

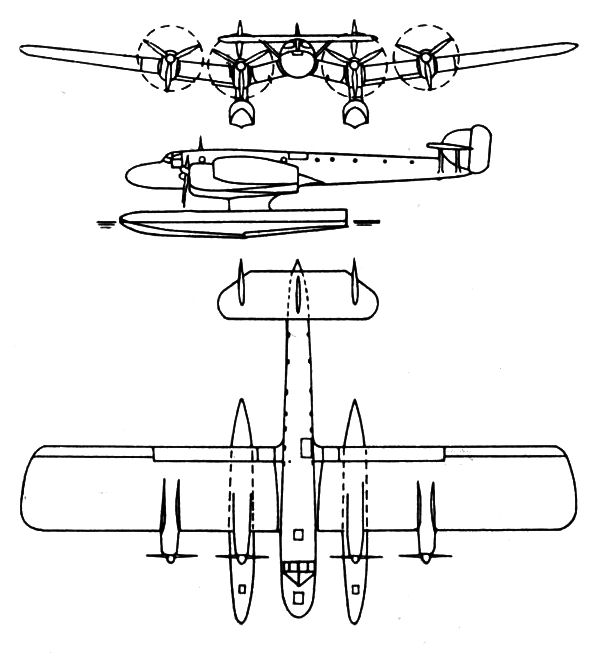
Dreiseitenansicht

| Kenngröße                   | Daten (Ha 139 V1/V2)                                                     | Daten (Ha 139 B (V3))                                                    | Ha 139 B/U-1                                                             |
| --------------------------- | ------------------------------------------------------------------------ | ------------------------------------------------------------------------ | ------------------------------------------------------------------------ |
| Besatzung                   | 4–5                                                                      | 4–5                                                                      | 4–5                                                                      |
| Spannweite                  | 27,0 m                                                                   | 29,50 m                                                                  | 29,50 m                                                                  |
| Länge                       | 19,50 m                                                                  | 19,60 m                                                                  | 20,07 m                                                                  |
| Höhe                        | 4,50 m                                                                   | 4,80 m                                                                   | 4,80 m                                                                   |
| Flügelfläche                | 117 m²                                                                   | 130 m²                                                                   | 130 m²                                                                   |
| Flügelstreckung             | 6,2                                                                      | 6,7                                                                      | 6,7                                                                      |
| Leermasse                   | 10.360 kg                                                                | 10.410 kg                                                                | 10.340 kg                                                                |
| Rüstmasse                   | 10.890 kg                                                                | 10.940 kg                                                                |                                                                          |
| max. Startmasse             | 17.500 kg (Schleuderstart) 16.000 kg (Wasserstart)                       | 17.550 kg (Schleuderstart) 16.050 kg (Wasserstart)                       | 19.000 kg                                                                |
| Triebwerk                   | vier flüssigkeitsgekühlte Sechszylinder-Zweitakt-Dieselmotoren Jumo 205C | vier flüssigkeitsgekühlte Sechszylinder-Zweitakt-Dieselmotoren Jumo 205C | vier flüssigkeitsgekühlte Sechszylinder-Zweitakt-Dieselmotoren Jumo 205C |
| Startleistung Dauerleistung | je 600 PS (441 kW) bei 2200/min je 510 PS (375 kW) bei 2000/min          | je 600 PS (441 kW) bei 2200/min je 510 PS (375 kW) bei 2000/min          | je 600 PS (441 kW) bei 2200/min je 510 PS (375 kW) bei 2000/min          |
| Höchstgeschwindigkeit       | 315 km/h                                                                 | 325 km/h                                                                 | 290 km/h in 3.000 m Höhe                                                 |
| Reisegeschwindigkeit        | 260 km/h bei je 420 PS Motorleistung                                     | 270 km/h                                                                 | 240 km/h in 2.000 m Höhe                                                 |
| Landegeschwindigkeit        | 105 km/h                                                                 | 95 km/h                                                                  |                                                                          |
| Steigleistung               | 6,9 m/s                                                                  |                                                                          | 2,8 m/s                                                                  |
| Reichweite                  | normal 5.000 km maximal 5.300 km                                         | normal 5.200 km maximal 5.900 km                                         | normal 4.600 km maximal 4.950 km                                         |
| Gipfelhöhe                  | 6.600 m                                                                  |                                                                          |                                                                          |
| Bewaffnung                  | –                                                                        | –                                                                        | vier 7,92-mm-MG 15                                                       |